# Faisal al II-lea al Irakului
Faisal al II-lea (n. 2 mai 1935, Bagdad, Regatul Irakului⁠(d) – d. 14 iulie 1958, Al Rehab Palace⁠(d), Regatul Irakului⁠(d), Irak) a fost al treilea și ultimul rege al Irakului.

## Domnia
Născut la 2 mai 1935, Faisal a fost unicul copil al regelui irakian Ghazi I. Regele Ghazi a murit la 4 aprilie 1939 într-un accident de mașină. Cum Faisal avea doar 4 ani, prim-ministrul Nuri as-Said l-a desemnat regent pe fratele vitreg al răposatului Ghazi, Abd al-Ilah. În 1941 o lovitură de stat a dus la ascensiunea unui guvern pronazist, condus de Sherif Sharaf. Adbd al-Ilah și premierul Nuri as-Said s-au refugit la Amman, capitala Iordaniei, fiind găzduiți de emirul Abdullah. Din fericire, armata engleză a intervenit și a adus înapoi vechiul guvern. La 2 mai 1953 Faisal a împlinit 18 ani, iar regența s-a încheiat. 

## Asasinarea

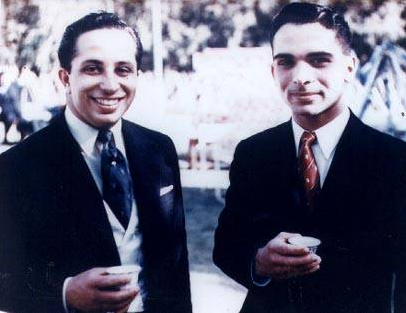
Faisal al II-lea al Irakului (stânga) și Hussein al Iordaniei (dreapta). Cei 2 erau veri

La 14 februarie 1958 Faisal al II-lea și Hussein al Iordaniei au unit Irak și Iordania și au creat Federația Arabă, care nu a ținut. La 14 iulie același an (deci la 5 luni de la formarea federației) în Irak a izbucnit o revoltă. Regele Faisal al II-lea, împreună cu Abd al-Ilah și Nuri as-Said, au fost împușcați, iar Irak a devenit republică.